# 長岡西郵便局
長岡西郵便局（ながおかにしゆうびんきょく）は新潟県長岡市にある郵便局。民営化前の分類では集配普通郵便局であった。

## 概要
住所：〒940-2099 新潟県長岡市上除町西1-402

## 沿革
- 1880年（明治13年）9月1日 - 関原新田ノ内白鳥新田（せきはらしんでんのうちしろとりしんでん）郵便局（五等）として開設。同年10月、関原郵便局に改称[1]。
- 1885年（明治18年）6月10日 - 貯金取扱を開始。
- 1890年（明治23年）11月1日 - 為替取扱を開始。
- 1901年（明治34年）12月11日 - 関原郵便電信局となる。
- 1903年（明治36年）4月1日 - 通信官署官制の施行に伴い関原郵便局となる。
- 1959年（昭和34年）12月5日 - 大積郵便局から電話交換事務の取扱を移管[2]。
- 1968年（昭和43年）10月12日 - 電話交換業務を長岡電報電話局に移管。
- 1982年（昭和57年）10月1日 - 和文電報配達業務を長岡電報電話局に移管。
- 1986年（昭和61年）4月1日 - 長岡新産簡易郵便局の廃止に伴い、取扱事務を承継。
- 1986年（昭和61年）6月16日 - 長岡西郵便局に改称。
- 1986年（昭和61年）6月30日 - 特定郵便局から普通郵便局に局種別改定するとともに、大積郵便局から集配業務を移管。
- 1993年（平成5年）7月12日 - 長岡下柳簡易郵便局の廃止に伴い、取扱事務を承継。
- 1998年（平成10年）9月1日 - 外国通貨の両替および旅行小切手の売買に関する業務取扱を開始。
- 2007年（平成19年）10月1日 - 民営化に伴い、併設された郵便事業長岡西支店に一部業務を移管。同日、山古志簡易郵便局の一時閉鎖[3]に伴い、取扱事務を承継[4]。
- 2012年（平成24年）10月1日 - 日本郵便株式会社発足に伴い、郵便事業長岡西支店を長岡西郵便局に統合。

## 取扱内容
- 郵便、印紙、ゆうパック、内容証明
- 貯金、為替、振替、振込、国際送金、国債、投資信託
- 生命保険、バイク自賠責保険、自動車保険
- ゆうちょ銀行ATM
- 「940-20xx」「940-21xx」区域（長岡市（合併以前からの長岡市域の一部））の集配業務
- ゆうゆう窓口

## 周辺
- 新潟県立歴史博物館
- 長岡市立関原中学校
- 長岡ニュータウン
- 国道8号（長岡バイパス）

## アクセス
- 関越自動車道 長岡ICから北西へ約2km
- 越後交通バス 上の原停留所、関原1丁目停留所、（急行/快速：長岡駅前 - 柏崎駅前線）関原停留所下車
- 駐車場あり：13台